# 케이오니아 파비아
케이오니아 파비아 (Ceionia Fabia, 2세기 활동)는 로마 제국의 네르바-안토니누스 왕조 시기의 로마 귀족 여성이자 출신 인물이다.

## 생애
파비아는 루키우스 아일리우스와 아비디아 사이에서 태어난 장녀였다. 136년에, 그녀의 아버지는 하드리아누스에게 제위 후계자로서 입양되었다. 파비아는 자매 케이오니아 플라우티아 그리고 161년부터 169년까지 마르쿠스 아우렐리우스와 공동 통치를 했던 로마 황제 루키우스 베루스와 가이우스 아비디우스 케이오니우스 콤모두스 등 형제 두 명이 있었다. 그녀의 코그노멘 '파비아'는 그녀의 아버지가 파비우스 씨족과 관련있음을 알려주었다. 하지만, 그녀가 파비우스 씨족에서 이름이 붙여졌는지는 확실치 않다. 파비아는 로마에서 태어나고 자랐다.
그녀의 외조부모는 원로원 의원 가이우스 아비디우스 니그리누스와 플라우티아라고 추측되나 기록이 남아 있지 않은 귀족 여성이다. 그녀의 양조부모가 로마 황제 하드리아누스와 황후 비비아 사비나이긴 했으나, 친조부모는 집정관을 지냈던 루키우스 케이오니우스 콤모두스와 플라우티아라는 귀족 여성이었다.
하드리아누스가 그녀의 아버지가 황제의 공식 후계자가 된다는 선포를 하고나서, 136년 어느 시기에 하드리아누스의 유언에 따라, 하드리아누스는 파비아를 조카 아들인 마르쿠스 아우렐리우스와 약혼시켰다. 파비아와 아우렐리우스가 약혼을 하긴 했으나 이 약혼은 얼마 가지 못 했는데, 하드리아누스가 죽자마자, 그의 두 번째 양자이자 신임 황제였던 안토니누스 피우스는 마르쿠스에게 접근하여 약혼을 바꿔달라고 요청하였다. 마르쿠스와 케이오니아 파비아 간의 약혼이 무효가 되며, 대신에 안토니누스의 딸인 파우스티나와 약혼을 하는 것이었고, 파우스티나와 케이오니아의 형제인 루키우스 콤모두스 간의 약혼 또한 취소되는 것이었다. 마르쿠스는 안토니누스의 제안을 받아들였다.
파비아는 이후에 집정관을 배출해낸 가문 출신 플라우티우스 퀸틸루스와 혼인했다. 안토니누스 피우스 집권기 동안에 (138년-161년), 퀸틸루스는 159년에 직권 집정관을 지냈다. 파비아는 마르쿠스 페두카이우스 플라우티우스 퀸틸루스라는 아들을 낳았는데 후에 마르쿠스 아우렐리우스와 소 파우스티나 사이에서 태어난 딸인 안니아 아우렐리아 파딜라와 혼인했다.
로마 제국 영토였던 곳에서 파비아와 그녀의 가문에 헌정된 여러 기념 비문들이 현재까지 남아 있다. 이 비문들은 파비아를 마르쿠스 페두카이우스 플라우티우스 퀸틸루스의 어머니이자 로마 황제 루키우스 베루스의 자매, 황후 루킬라 (마르쿠스 아우렐링우스와 소 파우스티나의 차녀이자 파딜라의 자매이다)의 시누이로서 칭송받았다. 에페소스에서 발견된 한 비문에 따르면, 파비아는 루키우스 베루스가 루킬라와 혼인할 때 참석했다고 한다.
175년 쯤에 그녀의 남편이 죽은 것으로 보인다. 소 파우스티나가 175년에 사망했을 때, 파비아는 마르쿠스 아우렐리우스에게 재혼을 권유했다고 전해진다. 그러나 마르쿠스 아우렐리우스는 파우스티나의 프로쿠라토르 중 한 명의 딸을 정부로 두는 걸 택했다.

## 참고 문헌
- From Tiberius to the Antonines: a history of the Roman Empire AD 14–192, by Albino Garzetti, 1974
- Cassio Dione e l'impero romano da Nerva ad Antonino Pio: alla luce dei nuovi by Guido Migliorati, 2003 – Italian Historical Secondary Source
- The Cambridge ancient history, Volume 11 By Alan K. Bowman, Peter Garnsey, Dominic Rathbone Limited preview - Edition: 2 - Item notes: v. 11 – 2000
- Marcus Aurelius, by Anthony Richard Birley, Routledge, 2000
- http://www.roman-emperors.org/lverus.htm
- https://web.archive.org/web/20130525075850/http://www.roman-empire.net/highpoint/marcaurelius.html